# France's Next Top Model
France's Next Top Model è un reality show francese, basato sul format statunitense America's Next Top Model. La prima edizione si è conclusa con Alizée Sorel come vincitrice del concorso, mentre la seconda stagione (che si è tenuta nel 2007) ha visto la vittoria della diciassettenne Karen Pillet di Maintenon, Francia.

## Edizioni
| Edizione | Data di première | Vincitrice      | Seconda classificata | Altre Concorrenti in ordine di eliminazione | Numero di concorrenti | Destinazione/i      |
| -------- | ---------------- | --------------- | -------------------- | --- | --------------------- | ------------------- |
| 1        | 14 luglio 2005   | Alizée Gaillard | Emmanuelle Montaud   | Alexandra, Audrey Ténart, Blyvy, Nausicaa Rampony, Maude, Marie Nedjar, Lucie Doublet, Binti Bangoura, Marlene Rabinel, Karen                                                                                              | 12                    | Nizza               |
| 2        | 29 ottobre 2007  | Karen Pillet    | Charlie Gaffarel     | Anne-Sophie Akker (ritirata), Anna Jacobe (ritirata), Alice Cournille, Cynthia Lancien, Stéphanie Lémains, Lea Peyruse-Boroffka, Anaïs Monory, Alina Herzegova, Julie Ricci, Laura Milazzo, Célia Nicolas, Agnès Bouréalis | 14                    | Londra Milano Mosca |